# 邱吉爾公園球場
邱吉爾公園球場（英語：Churchill Park）是一座位於斐濟勞托卡的多用途體育場，它主要用於橄欖球，並且是勞托卡足球俱樂部的主場。此外這裡還舉辦國際橄欖球比賽（如太平洋國家盃和太平洋橄欖球盃）以及當地橄欖球比賽，如殖民地盃和Digicel盃（前稱：三洋盃）。這個體育場可容納18,000人，有兩個有蓋看台和一個燈光設施。北面連接著邱吉爾公園曲棍球場。2016年，體育場因進行翻新工程而暫時關閉，並為田徑比賽建設獲世界田徑認證的賽道，政府為此撥款2,000,000斐濟元（約875,000歐元） 重開儀式於2017年3月14日舉行。。2017年3月14日重新開放，同年3月25日舉行2018年國際足協世界盃外圍賽，斐濟對陣新西蘭。